# Normanton (Rutland)
Normanton – wieś w Anglii, w hrabstwie Rutland. Leży 9 km na wschód od miasta Oakham i 131 km na północ od Londynu. W 2001 miejscowość liczyła 26 mieszkańców.